# Fluweelcotinga
De fluweelcotinga (Phoenicircus nigricollis) is een zangvogel uit de familie Cotingidae (cotinga's).

## Verspreiding en leefgebied
Deze soort komt voor in zuidoostelijk Colombia, oostelijk Ecuador, noordoostelijk Peru en westelijk-centraal Brazilië.

## Status
De grootte van de populatie is niet gekwantificeerd maar de soort wordt omschreven als schaars en met een versnipperde verspreiding. Op de Rode lijst van de IUCN heeft deze soort de status niet bedreigd.

## Externe link

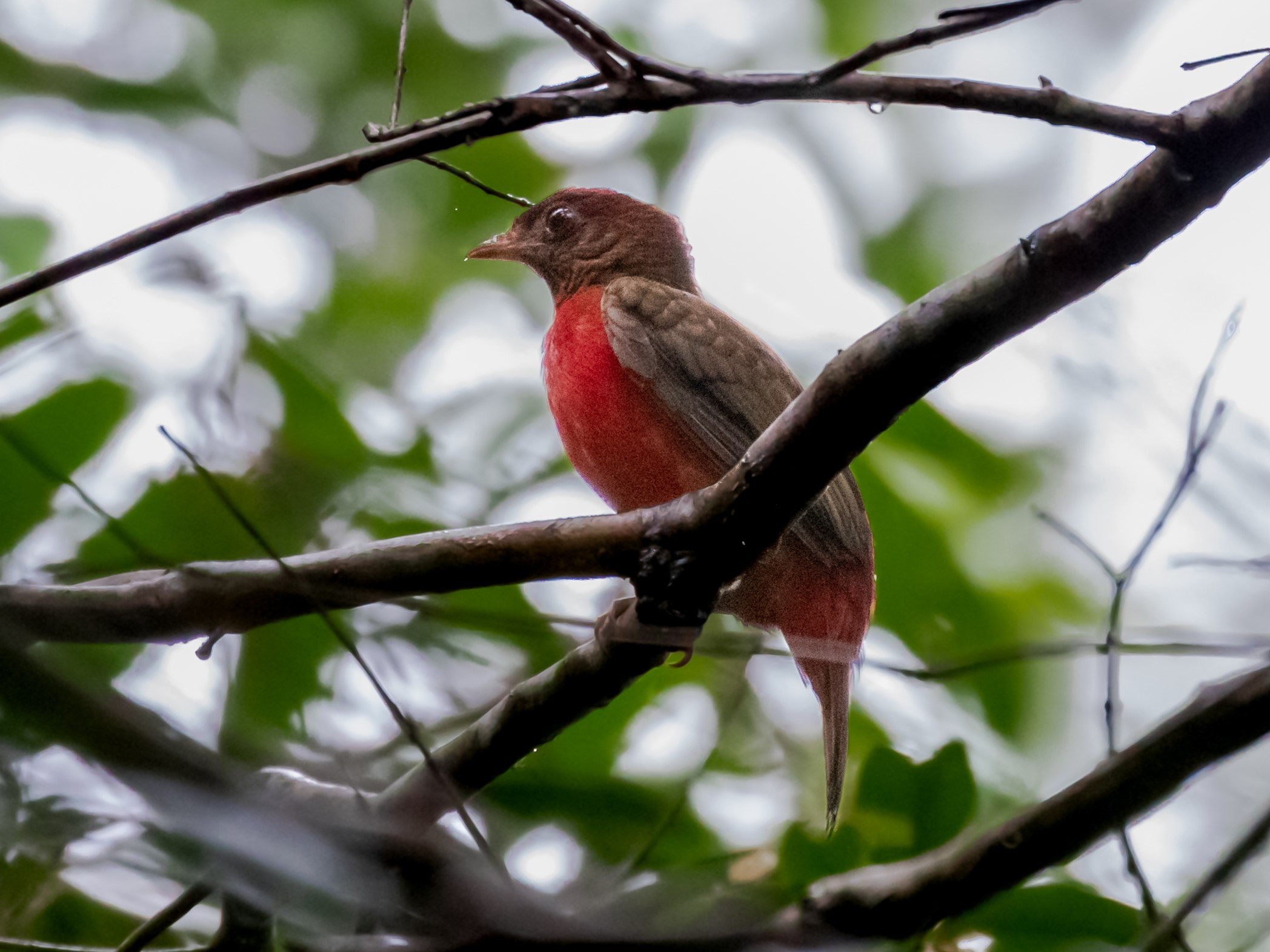